# Camilo Fernando Castrellón Pizano

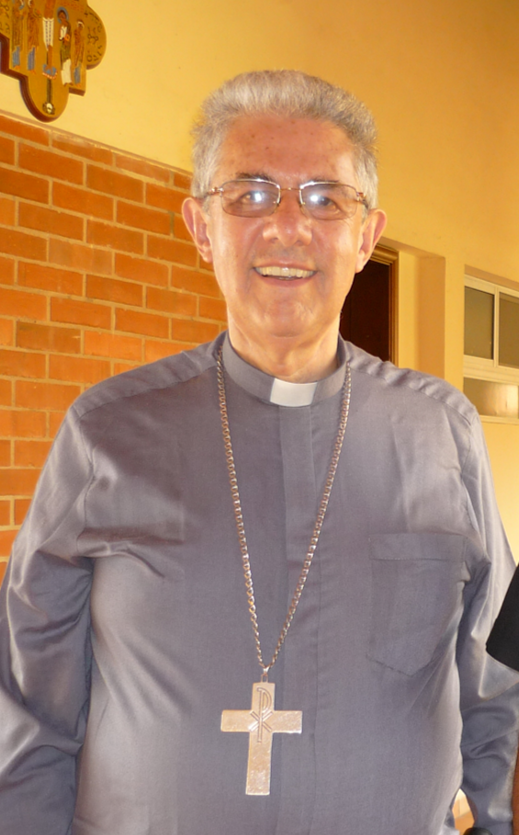
Camilo Fernando Castrellón Pizano, 2021

Camilo Fernando Castrellón Pizano SDB (* 22. September 1942 in Santafé de Bogotá) ist ein kolumbianischer Ordensgeistlicher und emeritierter römisch-katholischer Bischof von Barrancabermeja.

## Leben
Nachdem er am 29. Januar 1963 die zeitlichen Ordensgelübde als Salesianer Don Boscos abgelegt hatte, studierte er Philosophie am Estudiantado Filosófico Salesiano und dann Theologie am Estudiantado Teologico El Porvenir. 
Am 24. Dezember 1968 legte er die ewigen Gelübde ab. 1972 erwarb er das Lizenziat in Theologie an der Pontificia Universidad Javeriana von Bogotá und empfing am 2. Dezember 1972 die Priesterweihe. Anschließend arbeitete er zunächst ein Jahr lang als Pfarrvikar von Agua de Dios, wo schon sein Mitbruder Aloisius Variara gewirkt hatte. Dann war er von 1974 bis 1976 Direktor des obra Bosconia-Programa Gamines und von 1979 bis 1980 Direktor der Ciudadela de los Muchachos für Straßenkinder. Schließlich wurde er zum Weiterstudium an die Päpstliche Universität der Salesianer in Rom entsandt, wo er 1983 das Diplom in Erziehungswissenschaft und 1984 das Lizenziat in Psychologie erwarb. 
Nach seiner Rückkehr nach Kolumbien war er in seiner Ordensprovinz von 1985 bis 1993 für die Berufungspastoral zuständig, wirkte von 1989 bis 1996 als Provinzialrat und war 1991 Provinzialdelegat des Generalkapitels. 1993 lizenzierte er sich ein weiteres Mal, dieses Mal an der Universität Santo Tómas von Bogotá in Philosophie. 
Von 1994 bis 1996 wirkte er als Pfarrer des Heiligtums Niño Jesús in Bogotá, von 1996 bis 2001 schließlich als Provinzial der kolumbianischen Provinz.
Am 23. April 2001 wurde er durch Papst Johannes Paul II. zum Bischof von Tibú ernannt und empfing am 6. Juni desselben Jahres durch Erzbischof Beniamino Stella die Bischofsweihe. Am 2. Dezember 2009 wurde er durch Papst Benedikt XVI. in das Bistum Barrancabermeja transferiert.
Am 29. Mai 2020 nahm Papst Franziskus das von Camilo Fernando Castrellón Pizano aus Altersgründen vorgebrachte Rücktrittsgesuch an.